# Illarion Vorontsov-Dachkov
Pour les articles homonymes, voir Vorontsov et Dachkov.
Illarion Ivanovitch Vorontsov-Dachkov (en russe : Илларио́н Ива́нович Воронцо́в-Да́шков), né le 27 mai 1837 à Saint-Pétersbourg et mort le 15 janvier 1916 à Aloupka dans l'Empire russe, est un comte, chef militaire et homme d'État russe, représentant notable de la famille Vorontsov. Il a exercé plusieurs fonctions, dont celle de vice-roi du Caucase.

## Biographie
Illarion Ivanovitch Vorontsov-Dachkov est issu d'une des grandes familles de la noblesse russe, les Vorontsov. Il prend part à la conquête de l'Asie centrale dans les années 1860 et est nommé major général en 1866. Il est responsable du régiment de hussards de la Garde impériale entre 1867 et 1874. Ami personnel du tsarévitch Alexandre (futur Alexandre III), il fonde, après l'assassinat du père de ce dernier en 1881, le « détachement sacré », une organisation qui se donne pour mission de lutter contre le mouvement révolutionnaire ; ce groupe comprend notamment Constantin Pobiedonostsev, Nikolaï Pavlovitch Ignatiev et Mikhaïl Katkov.
Alexandre III donne à Illarion Vorontsov-Dachkov le titre de ministre de la cour impériale et des principautés entre 1881 et 1897 et fait de lui le général de la cavalerie. Il est également responsable de haras et de vignobles impériaux. Il est l'un des plus grands propriétaires terriens de Russie, étant propriétaire d'un grand nombre d'entreprises industrielles, ainsi que du parc Chouvalov à Pargolovo et du palais Vorontsov à Aloupka.
Après le couronnement de Nicolas II, il devient membre du Conseil d'État de l'Empire russe. Vorontsov-Dachkov sert comme président de la Croix-Rouge entre 1904 et 1905, avant de remplacer Grigori Sergueïevitch Golitsyne (en) à la tête de la vice-royauté du Caucase entre 1905 et 1915, période troublée qui voit la révolution russe de 1905 et les massacres arméno-tatars. Son travail le conduit près d'une dépression nerveuse. Début décembre 1905, des émeutes entre Arméniens et Azéris éclatent à Tiflis. Illarion Vorontsov-Dachkov est tellement désespéré qu'il donne cinq-cents armes à feu aux mencheviks pour maintenir la paix.
Au début de la Première Guerre mondiale, il est officiellement à la tête des forces russes victorieuses des Ottomans lors de la bataille de Sarikamis, bien qu'il ait partagé le commandement effectif avec le général Alexandre Mychlaïevski. En septembre 1915, il est relevé de son commandement ainsi que de la vice-royauté du Caucase et est remplacé par le grand-duc Nicolas Nikolaïevitch. Il meurt le 15 janvier 1916 au palais Vorontsov.

## Famille
Illarion Vorontsov-Dachkov épouse en 1867 la comtesse Elizaveta Chouvalova (née le 6 août 1845 et décédée le 10 août 1924), fille du maréchal de la noblesse de la province de Saint-Pétersbourg, Andreï Chouvalov et petite-fille du premier vice-roi du Caucase, le prince Mikhaïl Semionovitch Vorontsov, le grand-oncle de Vorontsov-Dachkov. Le couple a eu huit enfants, les descendants de son plus jeune fils Alexandre représentent la seule continuité de la lignée masculine de la famille Vorontsov.
- Ivan (1868-1897) : aide-de-camp, colonel des gardes hussards, grand-père de l'actrice Anne Wiazemsky ;
- Alexandra (1869-1959) : épouse du gouverneur de Moscou, le major-général Pavel Chouvalov ;
- Sofia (1870-1953) : épouse de Elim Pavlovitch Demidoff, 3e prince de San Donato ;
- Maria (1871-1927) : épouse du comte Vladimir Moussine-Pouchkine, membre de la 4e Douma ;
- Irina (1872-1959) : épouse du comte Dimitri Sergueïevitch Cheremetiev, colonel de régiment de cavalerie ;
- Roman (1874-1893) : aspirant ;
- Illarion (1877-1932) : commandant de Kabarde de régiment de cavalerie, chevalier de Saint-George ;
- Alexandre (1881-1938) : aide-de-camp, colonel des gardes hussards. Il est marié à la princesse Anne Ilyinitchna Chavchavadze (1891-1943), la petite-fille du prince major général David Alexandrovitch Chavchavadze. Ils ont deux fils : Illarion et Alexandre[4].

## Distinctions et récompenses

### Distinctions russes
- 4 juin 1862 : Épée d'or de la bravoure

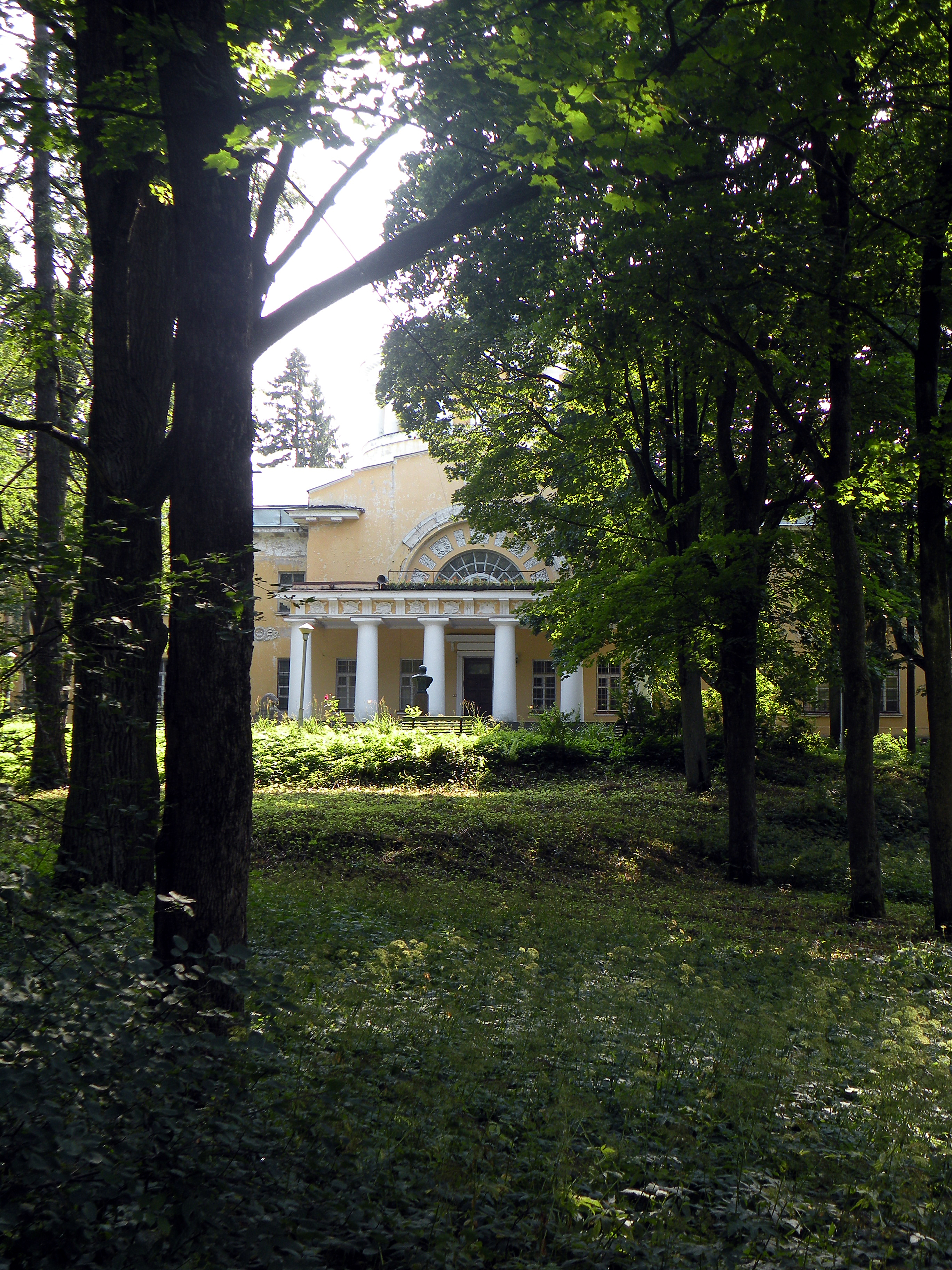
La villa de Vorontsov-Dachkov à Pargolovo près de Saint-Pétersbourg.

- 1868 : Ordre de Saint-Stanislas, décoration de 1re classe
- 1870 : Ordre de Sainte-Anne, décoration de 1re classe (décoration de 3e classe – 1864 ; décoration de 4e classe – 1861)
- 1878 : Ordre de l'Aigle blanc, avec épées
- 1883 : Ordre de Saint-Alexandre Nevski
- 1888 : Ordre de Saint-Alexandre Nevski, avec diamants
- 1894 : Ordre de Saint-Vladimir, décoration de 1re classe (décoration de 2e classe – 1874 ; décoration de 3e classe – 1867 ; décoration de 4e classe, avec épées et ruban – 1865)
- 14 mai 1896 : Ordre de Saint-André
- 1904 : Ordre de Saint-André, avec diamants
- 1908 : Attribution des portraits des empereurs Alexandre II et Alexandre III avec diamants, pour être porté sur la poitrine
- 21 février 1913 : Attribution du portrait de l'empereur Alexandre III avec diamants, pour être porté sur la poitrine
- 15 août 1915 : Ordre impérial et militaire de Saint-Georges, décoration de 3e classe – « Pour le commandement avisé de la vaillante armée du Caucase, dont les exploits héroïques ont permis un succès militaire brillant dans les actions contre les Turcs. » (décoration de 4e classe, pour services distingués pendant la guerre – 27 juin 1867)